# Lipové stromořadí Na Hrádku
Lipové stromořadí Na Hrádku je chráněné stromořadí v Tišnově v okrese Brno-venkov. Alej je vysázená podél cesty kolem hřbitova směrem k ulici Majorova. Chráněné stromořadí tvoří 12 lip velkolistých (Tilia platyphyllos) a 12 lip srdčitých (Tilia cordata).